# Hurt & the Merciless
Hurt & the Merciless — четвертий студійний альбом англійського рок-гурту The Heavy, випущений 1 квітня 2016 року на Counter Records і Bad Son Recording Company. Перший трек альбому «Since You Been Gone» був випущений як головний сингл альбому 4 лютого 2016 року разом із супровідним музичним відео. Треки "Turn Up" і "What Happened to the Love?" також були випущені як сингли.

## Список композицій
| Hurt & the Merciless — CD – стримінг – вініл | Hurt & the Merciless — CD – стримінг – вініл | Hurt & the Merciless — CD – стримінг – вініл |
| #                                            | Назва                                        | Тривалість                                   |
| -------------------------------------------- | -------------------------------------------- | -------------------------------------------- |
| 1.                                           | «Since You Been Gone»                        | 3:09                                         |
| 2.                                           | «What Happened to the Love?»                 | 3:15                                         |
| 3.                                           | «Not the One»                                | 3:52                                         |
| 4.                                           | «The Apology»                                | 3:16                                         |
| 5.                                           | «Nobody's Hero»                              | 3:57                                         |
| 6.                                           | «Miss California»                            | 4:35                                         |
| 7.                                           | «Turn Up»                                    | 3:27                                         |
| 8.                                           | «A Ghost You Can't Forget»                   | 3:22                                         |
| 9.                                           | «Last Confession»                            | 4:37                                         |
| 10.                                          | «Mean Ol' Man»                               | 3:56                                         |
| 11.                                          | «Slave to Your Love»                         | 2:59                                         |
| 12.                                          | «Goodbye Baby»                               | 3:34                                         |
| 13.                                          | «Panic Attack» (бонусна композиція)          | 3:03                                         |
| 43:59                                        |                                              |                                              |